# Georg W. Reinberg
Georg Wolfgang Reinberg (* 1950 in Wien, Österreich) ist ein österreichischer Architekt.

## Ausbildung und beruflicher Werdegang
Georg W. Reinberg studierte an der TU Wien und an der Syracuse University in New York.
Der Schwerpunkt seiner Arbeit liegt auf einer Kombination aus der Nutzung erneuerbarer Energien, der Mitbestimmung der Nutzer und der Verwendung ökologischer Baumaterialien, die unter dem Begriff der Solararchitektur bekannt geworden ist.
Er arbeitet seit 1985 als selbstständiger Architekt. Seit 1990 leitet er das Büro gemeinsam mit seiner Frau Martha Enriquez Reinberg.
Das Büro bearbeitet laufend Forschungsprojekte, zumeist in Kooperation mit weiteren Beteiligten. 2010 erhielt Georg W. Reinberg für seinen Beirat das Goldene Verdienstzeichen der Stadt Wien.
Reinberg unterrichtete an folgenden Hochschulen: TU Wien, FH Campus Wien, TU Graz, Solarbauschule Vorarlberg, Donau-Universität Krems, Universität Florenz, Università degli Studie della Basilicata (Italien), Isthmus (Panama), Universidad da los Andes in Kolumbien und anderen.

## Werke (Auswahl)

### Wohngebäude
- 1983–1984: Purkersdorf: Wintergasse 53
- 1993–1996: Brünnerstraße, Wien: 215 Wohneinheiten und Kindertagesheim, innerhalb der ARGE Reinberg, Treberspurg, Raith
- 1997–1998: Sagedergasse, Wien XII
- 1998–1999: Gleisdorf: Solar., Holz-, Niedrigenergie-Fertigteilhäuser
- 1998–2000: Solarsiedlung Gneis-Moos
- 2000–2001: Jois: Feriensiedlung
- 2003–2006: Thürnlhofstraße, Wien (gemeinsam mit Peter Thalbauer), Wohnhausanlage
- 2012–2013: Leidesdorfgasse, Wien: Wohnbau in Passivhausqualität
- 2013: Pölva (Estland): Einfamilienhaus
- 2018–2020: Sonnwendviertel Ost, Wien: Baugruppenprojekt „Bikes and Rails“
- 2019–2021: Leopoldau, Wien: Junges Wohnen im ehemaligen Gaswerk
- 2021–2024: Fehring (Steiermark): HOUSEFUL

### Sanierung
- 2006–2008: Palfau: Umbau einer Scheune in ein Ferienhaus
- 2006–2009: Purkersdorf (Niederösterreich): Wohnprojekt, Neubau und Sanierung
- 2012: Reeperbahn: Passivhaussanierung eines Wohnhochhauses, Projekt
- 2012–2013: Kierling: Modellsanierung eines Wohnbaus aus den 1970er Jahren, BUWOG
- 2016: Pötzleinsdorferstraße, Wien: Rückbau und Sanierung eines Einfamilienhauses aus den 1970er Jahren

### Öffentliche Bauten
- 2002–2003: Obergrafendorf, Tagesheim für behinderte Menschen,
- 2006: Eggenburg: Sportzentrum
- 2007–2009: Deutsch-Wagram: Kindergarten als klima:aktivhaus
- 2009: St. Pölten: LPPH – Umbau, Altenheim und Hospiz
- 2013: Amstetten: Kindergarten

### Firmengebäude
- 1997–1998: Gleisdorf: Bürobau
- 2001–2002: Sankt Veit an der Glan: Bürogebäude, gemeinsam mit Architekt Douschan
- 2004: Tattendorf Stroh-Holz-Lehmbau im Passivhausstandard
- 2005: Weidling (Gemeinde Klosterneuburg),  Firmengebäude
- 2014: Ernstbrunn: Zentrale einer Windkraftfirma,
- 2023: Timisoara: Firmengebäude

## Auszeichnungen
- 1985: Ehrenpreis Das goldene Haus 85, Bauen in der Gruppe
- 1991: Österreichischer Ökopreis für Architektur
- 1993: Kulturpreis des Landes Oberösterreich für die Taubenmarktarkaden in Linz
- 2002: Haus der Zukunft, Auszeichnung für das Bürogebäude Gleisdorf
- 2002: Architekturpreis des Landes Burgenland für die Inselwelt Jois
- 2002: Niederösterreichischer Holzbaupreis
- 2006: Österreichischer Bau-Preis Sonderpreis für Nachhaltigkeit im Bürobau für Lehm-Stroh-Fertigteil-Passivhaus in Tattendorf[1]
- 2008: Fassa-Bartolo-Preis für Nachhaltige Architektur (Premio Internazionale Architettura Sostenibilie)
- 2008: Haus der Zukunft Auszeichnung für das Projekt: Geförderter Wohnbau mit 14 WE, Purkersdorf, Hiessbergergasse / Wintergasse 49
- 2000: Goldenes Verdienstzeichen des Landes Wien
- 2012: Kulturpreis des Landes Niederösterreich für Architektur (zusammen mit Martha Enriquez-Reinberg)
- 2015: Österreichischer Solarpreis für das Projekt Plusenergiefirmenzentrale der Windkraft Simonsfeld AG, Eurosolar
- 2018: ETHOUSE Award für Energieeffizienz und Innovation, Architektur und Ästhetik für das Projekt Pötzleinsdorferstraße
- 2020: Wien Gebaut für das Projekt Hauptbahnhof Bikes & Rails
- 2021: Österreichischer Solarpreis für das Projekt Hauptbahnhof Bikes & Rails, Eurosolar
- 2022: Innovationsaward Bauwerkintegrierte Photovoltaik für das Projekt Hauptbahnhof Bikes & Rails
- 2024: wiener wohnbau_preis: Anerkennungspreis Bester Wohnbau  für das Projekt Hauptbahnhof Bikes & Rails